# Daniela Číkošová
Daniela Číkošová (ur. 15 września 1982 w Koszycach) – słowacka koszykarka występująca na pozycji rzucającej oraz niskiej skrzydłowej.

## Osiągnięcia
Na podstawie, o ile nie zaznaczono inaczej.
Drużynowe
- Mistrzyni Słowacji (1999–2003, 2006–2011)
- Wicemistrzyni Słowacji (2004, 2005)
- 4. miejsce w Eurolidze (2002)
- Uczestniczka rozgrywek:
  - Euroligi (1998–2004, 2005/06, 2007–2011)
  - Eurocup (2006/07)
- Zdobywczyni Pucharu Słowacji (2007–2011)

Indywidualne
- Najlepsza:
  - krajowa zawodniczka ligi słowackiej (2006 według eurobasket.com)[2]
  - skrzydłowa ligi słowackiej (2006 według eurobasket.com)[2]
- Uczestniczka meczu gwiazd PLKK (2005)[3]
- Zaliczona do[4][2]:
  - I składu:
    - ligi słowackiej (2006 przez eurobasket.com)
    - krajowych zawodniczek ligi słowackiej (2006, 2009 przez eurobasket.com)

  - II składu ligi słowackiej (2010 przez eurobasket.com)
  - składu Honorable Mention ligi słowackiej (2009 przez eurobasket.com)
- Liderka ligi słowackiej w skuteczności rzutów za 3 punkty (2007)[5]

Reprezentacja
- Uczestniczka mistrzostw:
  - Europy U–18 (2000 – 12. miejsce)
  - Europy U–20 (2000 – 8. miejsce, 2002 – 9. miejsce)
- Liderka strzelczyń mistrzostw Europy U–20 (2002)